# Старик (Черниговская область)
Старик (укр. Стари́к) — село Черниговского района Черниговской области Украины. Расположено на реке Дубровка (Ковпыта) при впадении в озеро Старик. Население 150 человек.
Код КОАТУУ: 7425581605. Почтовый индекс: 15545. Телефонный код: +380 462.

## Власть
Орган местного самоуправления — Днепровский сельский совет. Почтовый адрес: 15545, Черниговская обл., Черниговский р-н, с. Днепровское, ул. Советская 35.